# Wiler
Wiler (walsertyska: Wiiler) är en ort och kommun i distriktet Westlich Raron i kantonen Valais, Schweiz. Kommunen har 539 invånare (2023).